# Juana Vázquez y Gutiérrez
Juana Vázquez y Gutiérrez, in religione Giovanna della Croce (Juana de la Cruz) (Numancia de la Sagra, 3 maggio 1481 – Cubas de la Sagra, 3 maggio 1534) è stata una badessa e mistica spagnola, proclamata beata dalla Chiesa cattolica il 25 novembre 2024, con il riconoscimento del culto ab immemorabili.

## Biografia
Juana Vázquez y Gutiérrez nacque nella provincia di Toledo, figlia di Juan Vázquez and Catalina Gutiérrez. Rimasta orfana di madre all'età di 7 anni, fu affidata al convento di Santa María de la Cruz a La Sagra. Nel 1496, ormai quindicenne, andò a vivere con gli zii a Illescas, dove attirò le attenzioni del cavaliere Francisco de Laorte. Per evitare il matrimonio voluto dal padre, Juana si travestì da uomo e fuggì nel convento in cui era stata cresciuta, pronunciando la professione solenne l'anno successivo e prendendo il nome di Juana de la Cruz. Nei suoi trentotto anni come francescana, si adoperò per diffondere nella regione l'uso del rosario e il culto degli angeli custodi. 
Dopo aver perso la voce per sei mesi nel 1506, nel 1508 cominciò la sua attività di predicazione, insolita per una donna dell'epoca, annoverando tra i suoi ascoltatori anche Carlo V di Spagna, Francisco Jiménez de Cisneros e Gonzalo Fernández de Córdoba. Ebbe inoltre diverse esperienze mistiche, fu protagonista di esperienze di glossolalia (parlando il basco e l'arabo senza averli mai studiati) e il Venerdì santo del 1508 avrebbe ricevuto le stigmate, che le sarebbero rimaste fino al giorno dell'Ascensione. Nel 1509, quando il suo convento fu convertito a monastero, Juana de la Cruz fu eletta badessa. L'autonomia e i privilegi accordatole suscitarono l'invidia del clero maschile locale, tanto che Juana dovette rivolgersi più volte al papa per ricevere conferma della sua posizione.
Fu brevemente deposta dal ruolo di badessa dal padre provinciale francescano a causa di maldicenze diffuse su di lei dalla consorella Eufrasia, che le successe brevemente alla guida del monastero. Nel 1523 fu nuovamente confermata come badessa di Santa María de la Cruz e l'anno dopo fu colpita da paralisi, che però non le impedì di proseguire con l'attività di predicazione. Morì nel 1534, il giorno del suo cinquantatreesimo compleanno.

## Culto
Pur essendo comunemente nota come "Santa Juana" nel mondo ispanofono, Giovanna della Croce non è santa. Il suo culto si diffuse rapidamente dopo la sua morte, incoraggiato dall'arcivescovo di Toledo Bernardo de Sandoval y Rojas durante gli anni 1610, ma il decreto papale di Urbano VIII che prevedeva che la canonizzazione potesse avvenire solo a un secolo dalla morte arginò il fenomeno. Un primo processo di canonizzazione fu avviato nel 1619 e il 4 maggio 1630 fu proclamata venerabile. Il processo tuttavia si fermò a causa della scarsa documentazione, solo per poi essere intrapreso nuovamente tra il 1665 e il 1679, tra il 1702 e il 1731 e infine nel 1977 dopo il ritrovamento dei suoi manoscritti originali. Il 18 marzo 2015 papa Francesco ha autorizzato la pubblicazione del decreto riguardante le virtù eroiche di Giovanna della Croce.
Il 25 novembre 2024 papa Francesco ha autorizzato il Dicastero per le cause dei santi a promulgare il decreto di beatificazione per equipollenza, cioè motivata non da un miracolo, ma dal riconoscimento dell'esistenza di un culto "da tempo immemorabile".